# Graham Shaw (voetballer uit 1951)
Graham Shaw (Edinburgh, 8 oktober 1951) is een voormalig Schots voetballer die als middenvelder en aanvaller speelde. Shaw speelde voor Dunfermline Athletic, Heart of Midlothian en Arbroath.